# سيرل (ملك مرسيا)
سيرل (أو سيورل  ) أحد ملوك [الإنجليزية] مرسيا الأوائل الذين حكموا في الجزء الأول من القرن السابع، حتى حوالي عام 626. وهو أول ملك مرسياني ذكره بيدا في كتابه التاريخ الكنسي للشعب الإنجليزي . كان بيدا من سكان نورثمبريا وكان معاديًا لمرسيا، ويتوقع المؤرخ روبن فلمنج أنه نظرًا لأن كلمة "ceorl" تعني "ريفي" في اللغة الإنجليزية القديمة، فقد يكون اسمه مزحة.
أصل سيرل غير معروف. لم يُضمن في علم الأنساب المرسياني الملكي؛  وضعه هنري هنتنغدون [الإنجليزية] في القرن الثاني عشر كحاكم بعد بيبا، قائلًا إنه ليس ابن بيبا ولكنه قريب له.
يذكره بيدا (2.14) بشكل عابر فقط، بصفته والد زوجة إدوين ملك ديرا. وفقًا لبيدا، تزوج إدوين من كوينبوره (كوينبيرجا)، ابنة "سيرل ملك المرسيين" أثناء وجوده في المنفى، وأنجب منها ولدان، أوزفريث وإيدفريث. أشار المؤرخون إلى هذا الزواج كدليل على استقلال سيرل عن ملك نورثمبريا آنذاك إثلفريث، نظرًا لأن إدوين كان منافسًا لإثلفريث ولم يكن سيرل ليتزوج ابنته من عدو سيده. ينسب تاريخ بريتونوم الفضل للملك اللاحق بيندا في فصل المرسيين عن النورثمبريين لأول مرة، ولكن إذا كان سيرل قادرًا على عقد هذا الزواج من عدو إثلفريث فلابد أنه لم يكن خاضعًا له - ربما لم تتطور أي علاقة تبعية إلا في تاريخ لاحق. توقع المؤرخ دي بي كيربي [الإنجليزية] أنه ربما تم تمكين سيرل من تزويج ابنته لإدوين بسبب حماية ملك شرق أنجليا القوي ريدوالد، وأن نفي إدوين اللاحق بين أنجليا الشرقية ربما كان بسبب بداية قوة إثلفريث "للتأثير على سيرل أو خلفائه من المرسيين".
هناك اقتراحات تشير إلى أن مملكة سيرل تعرضت لكارثة خلال الفترة بين معركة تشيستر [الإنجليزية] التي حدثت حوالي عام 616 وظهور خليفته بيندا ابن بيبا. من المحتمل أن يكون سيرل قد شارك في هذا الصراع، مما أدى فعليًا إلى إنهاء سيطرته على مرسيا حتى صعود بيندا إلى السلطة..
لم تُحدد المصادر التاريخية ما إذا كان سيرل قد ظل ملكًا حتى تولي بيندا العرش. فقد تولى بيندا السلطة بحلول عام 633 (وربما عام 626، وفقًا للوقائع الأنجلوسكسونية). كما تبقى العلاقة التي ربطت سيرل ببندا، إن وجدت، غامضة. يمكن أن يكون تزويج سيرل ابنته لإدوين دليلاً على أنه وبيندا كانا متنافسين، حيث حارب بيندا لاحقًا إدوين وهزمه (بالتحالف مع كادوالون من غوينيد).
يمكن اعتبار إعدام بيندا اللاحق (وفقًا لبيدا) لإيدفريث، الابن الأسير لإدوين الذي كان حفيد سيرل من خلال كوينبوره، دليلًا إضافيًا على التنافس الأسري بين سيرل وبيندا. على الرغم من أن دوافع بيندا غير معروفة، إلا أن مقتل إيدفريث يُنظر إليه غالبًا على أنه نتيجة ضغط من أوزوالد ملك نورثمبريا، حيث كان إيدفريث يمثل تهديدًا له. ومع ذلك، فمن الممكن أيضًا أن يكون بيندا قد قرر أن نسب إيدفريث يجعله غير مناسب للاستخدام كدمية ضد أوزوالد، لأنه سيمثل تهديدًا لمنصب بيندا الخاص من خلال أصله من سيرل.